# العفادرة
قرية العفادرة هي إحدى القرى التابعة لمركز ساحل سليم في محافظة أسيوط في جمهورية مصر العربية. حسب إحصاءات سنة 2006، بلغ إجمالي السكان في العفادرة 9667 نسمة، منهم 4596 رجل و5071 امرأة.